# Anglesina
Anglesina o glicina és el nom comú d'un gènere que científicament s'anomena Wisteria. Abraça unes deu espècies d'enfiladisses. Són originàries de Nord-amèrica i de diversos països de l'est d'Àsia, com la Xina, Corea i el Japó.
Són plantes de fulla caduca, llenyoses i de creixement ràpid. S'enfilen damunt d'altres plantes enrotllant les branques en sentit igual o contrari a les busques del rellotge. Poden arribar a escalar fins a una alçada de vint metres del terra i obrir-se fins a deu metres lateralment. Les fulles broten en parelles al voltant d'una branca central bastant rígida. Són de color verd clar al principi de la primavera, encara que de mica en mica es van enfosquint.
Les flors són molt semblants a les de les pesoleres i les faveres, i apareixen sempre reunides en grups com les del raïm. En general, són oloroses, i presenten diversos colors, que van del blanc al violeta i al celeste lavanda, o del rosa al rosa púrpura.
- Floració:

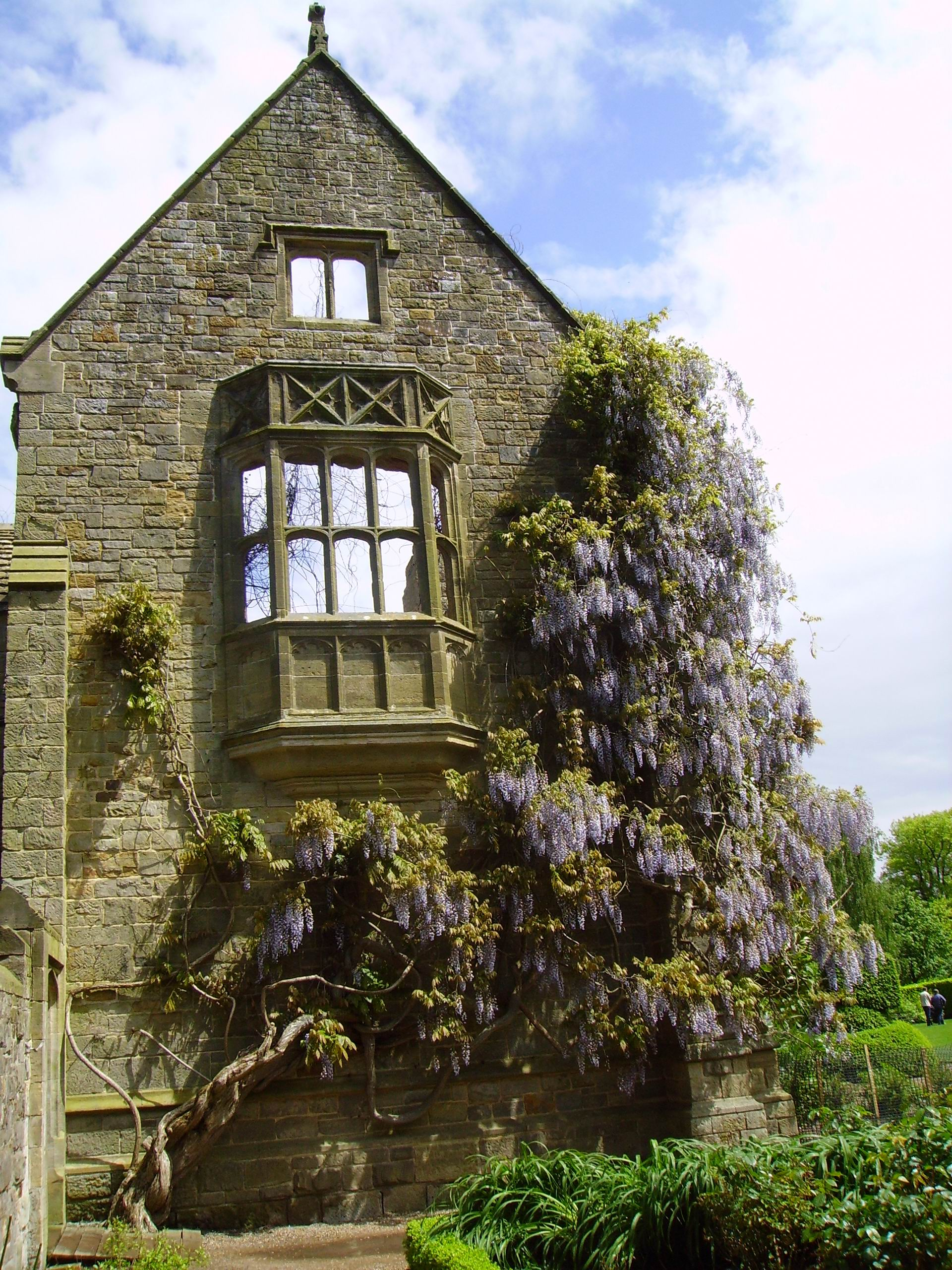
Anglesina enfilant-se per una casa en ruïnes als Nymans Gardens, West Sussex, Anglaterra

Wisteria sinensis entre abril i maig; Wisteria floribunda entre maig i juny, i Wisteria venusta entre juny i juliol.
- Utilització:

Es fa servir com a enfiladissa en jardins i balcons, encara que també es pot cultivar en forma d'arbret al centre de la gespa.
- Exposició:

A ple sol.
- Terreny:

El normal de jardí.
- Plantació:

Es fa en les temporades de tardor i primavera. La multiplicació és per estaca al juny o per esqueix llenyós a l'abril o a l'agost.

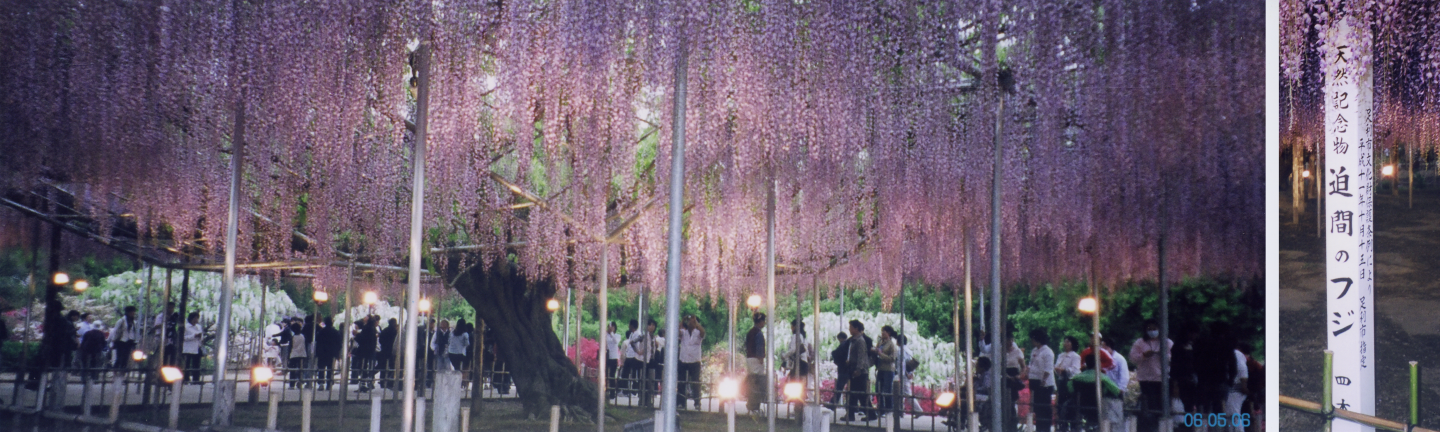
Gran wisteria (藤, fuji) penjant als jardins de les Flors d'Ashikaga a Ashikaga (Japó). Edat aprox., 140 anys. Les branques s'estenen sobre una superfície d'1.200 tatamis, aprox., 1.990 metres quadrats

## Taxonomia
- Wisteria brachybotrys
- Wisteria floribunda - Japonesa Wisteria
- Wisteria frutescens - Americana Wisteria
- Wisteria japonica
- Wisteria macrostachya - Kentucky Wisteria
- Wisteria sinensis - China Wisteria
- Wisteria venusta - Wisteria seda
- Wisteria villosa

## Galeria

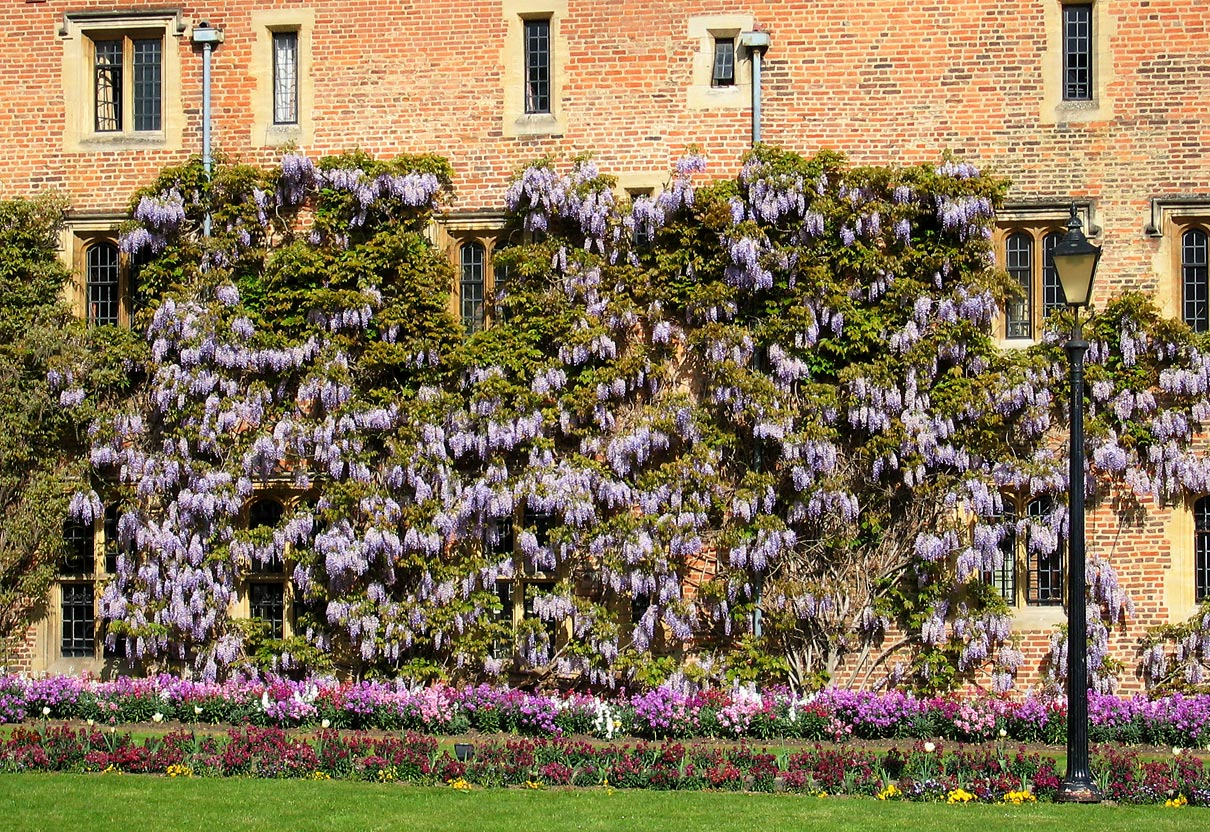
Wisteria sinensis formada per créixer sobre una paret d'un edifici
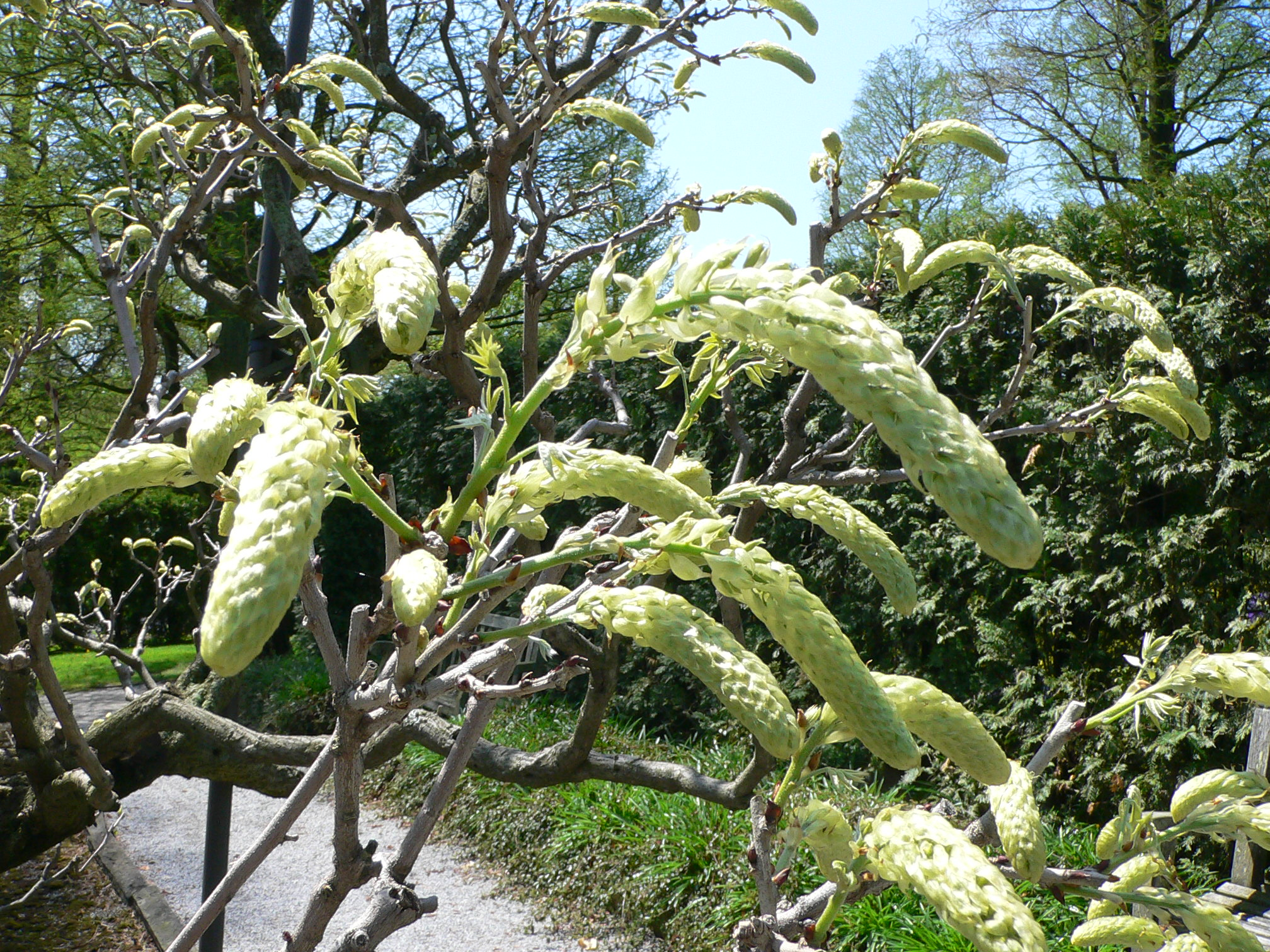
Wisteria floribunda
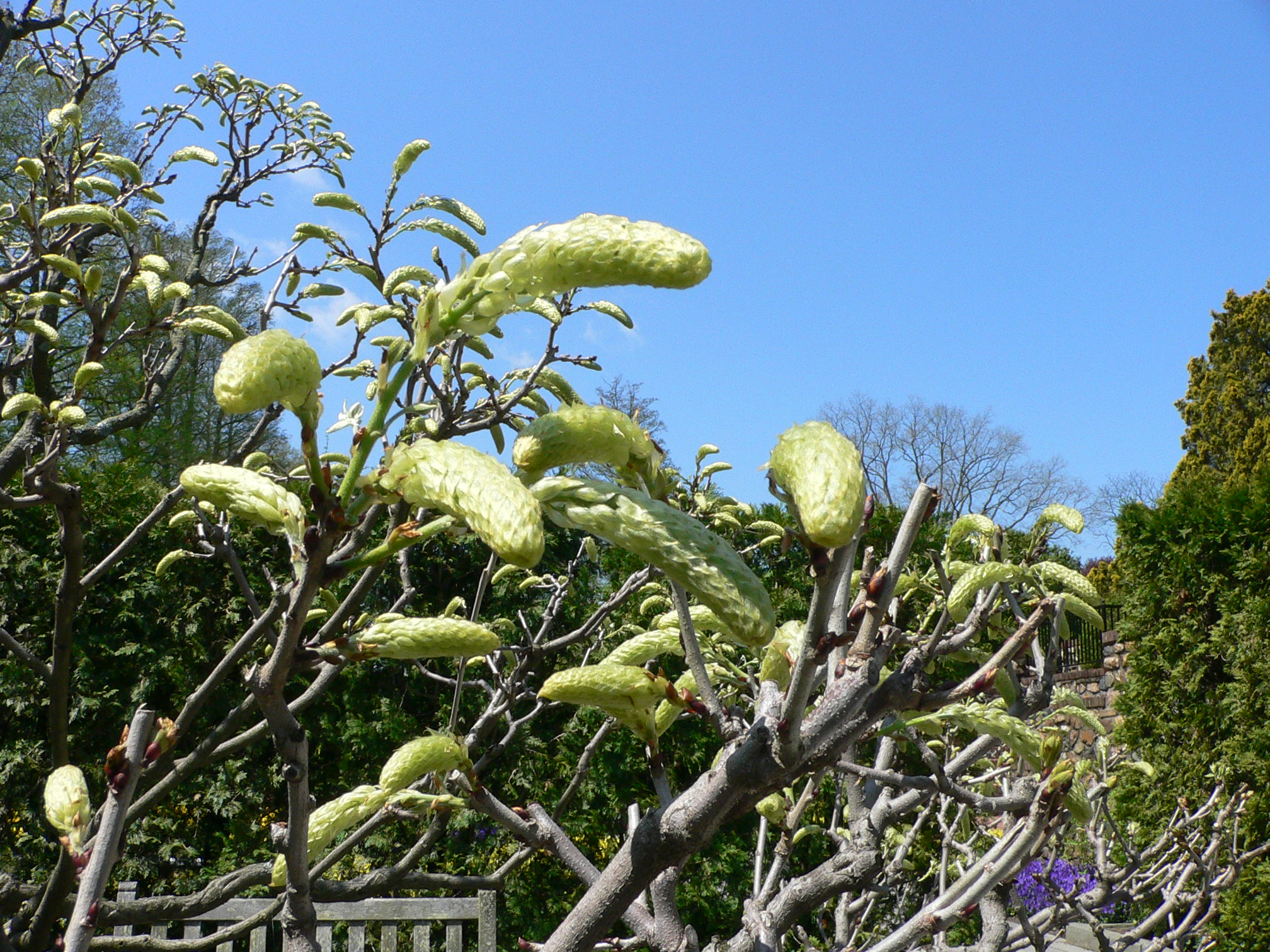
Wisteria floribunda
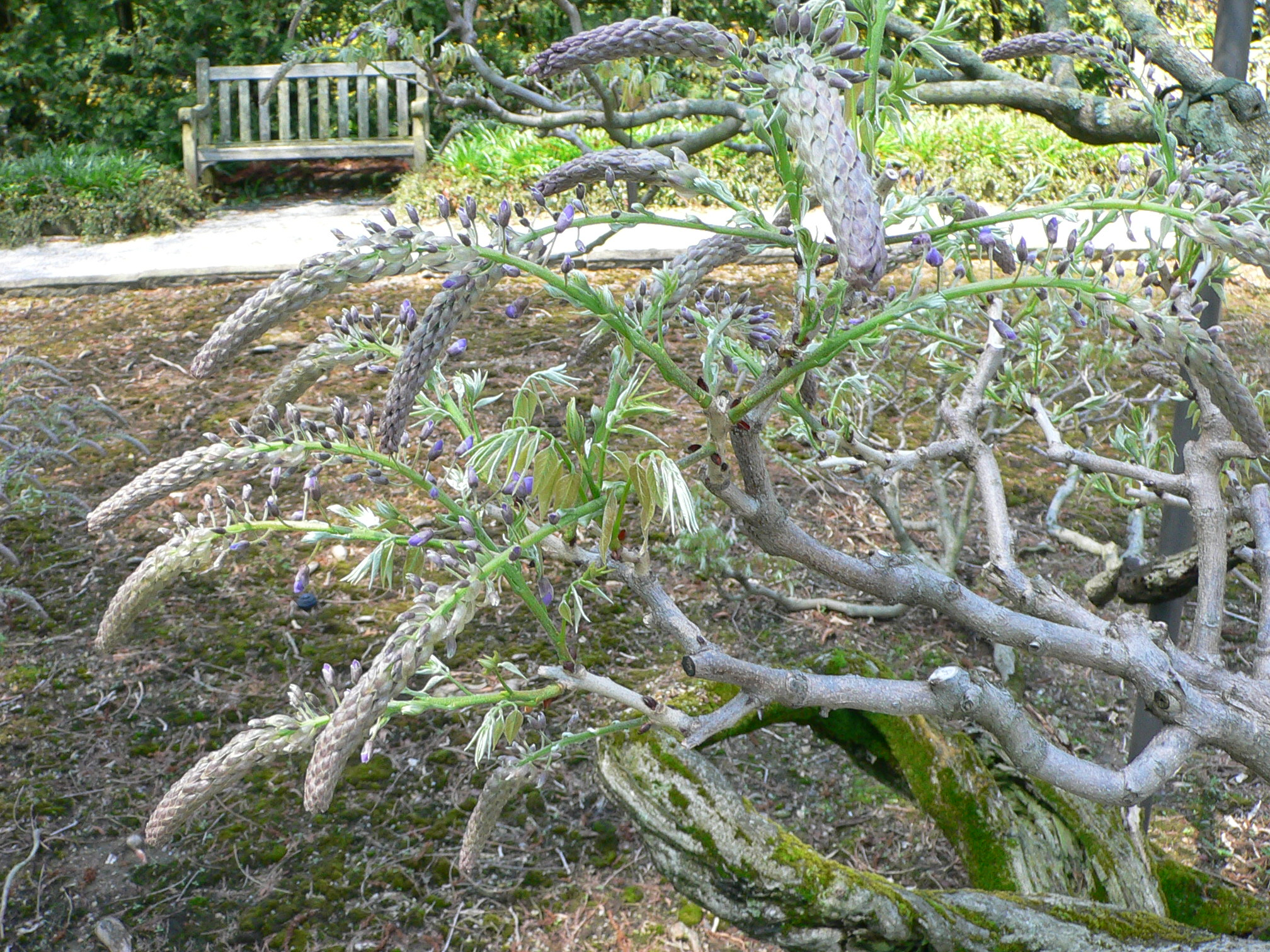
Wisteria floribunda
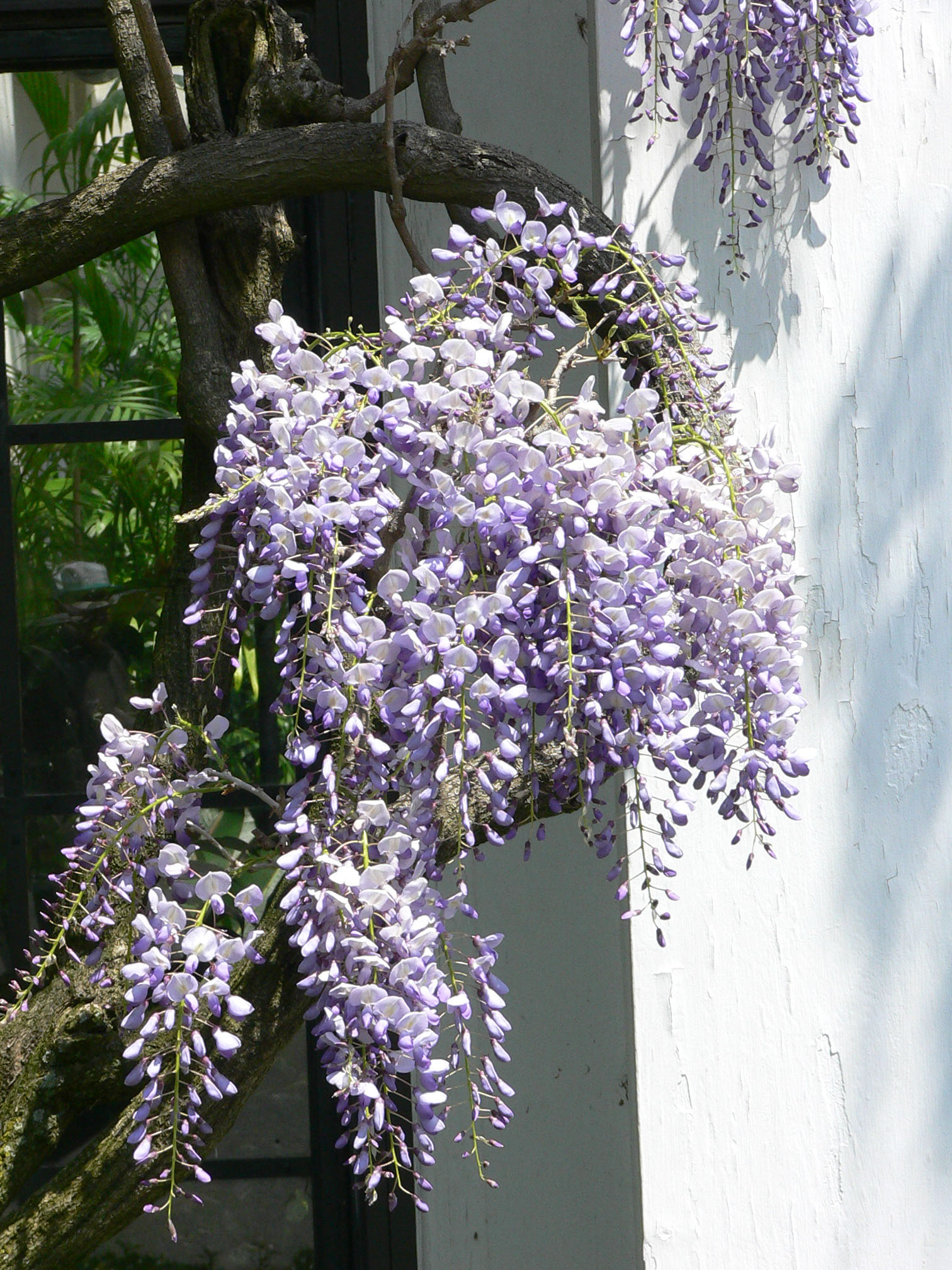
Wisteria floribunda
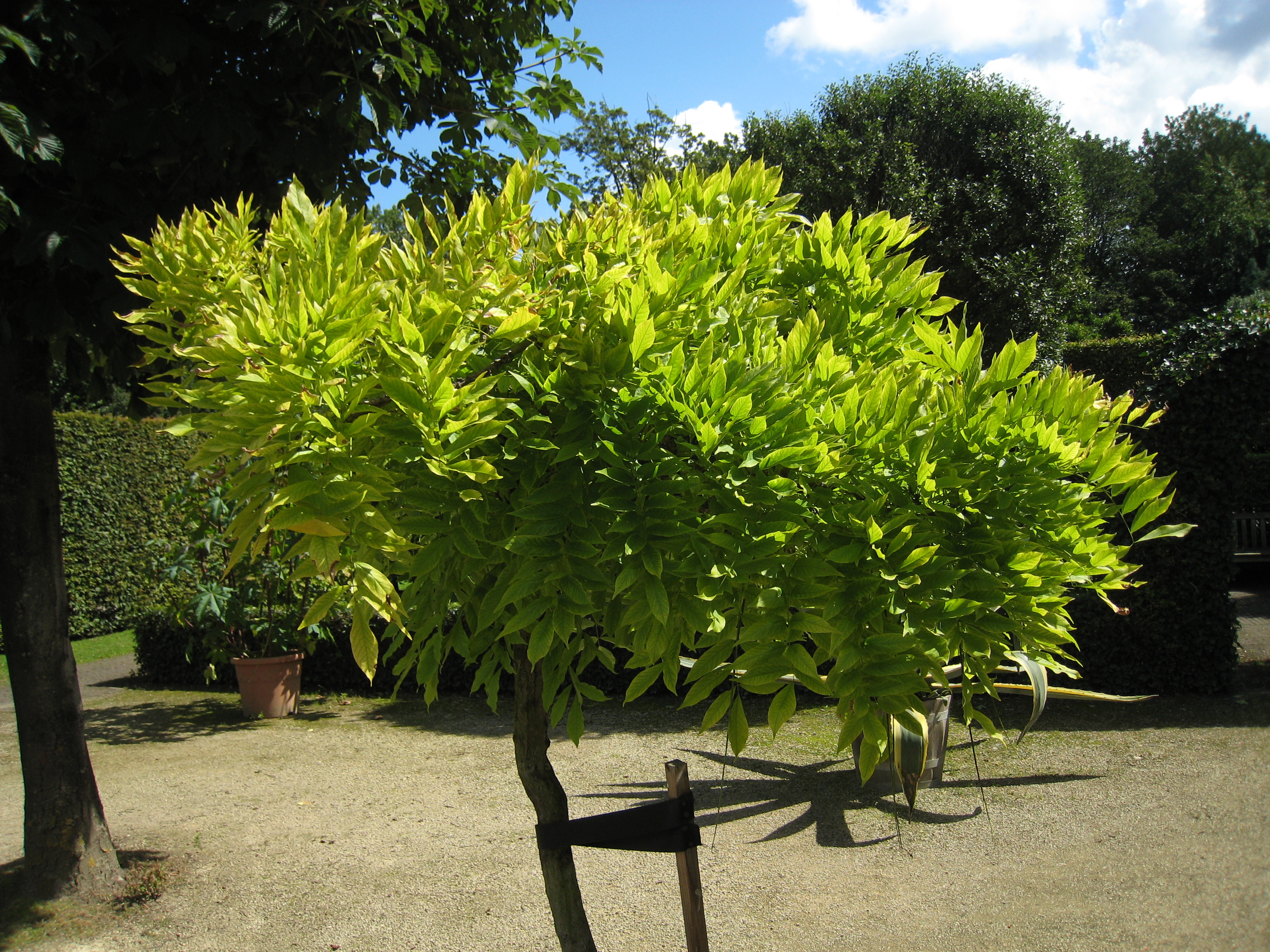
Wisteria japonica